# Unterschlundganglion
Das Unterschlundganglion ist ein Nervenzellknoten (Ganglion) im Nervensystem der höheren Insekten. Es befindet sich im Kopf unterhalb der Speiseröhre und ist durch zwei Nervenstränge, den Schlundkonnektiven, mit dem Oberschlundganglion und durch weitere Konnektive mit den Ganglien der folgenden Segmente verbunden.
Das Unterschlundganglion bildet sich aus den drei Ganglien, durch die die Mundwerkzeuge versorgt werden. Dabei handelt es sich um das Mandibularganglion (Ganglion mandibulare), das Maxillarganglion (Ganglion maxillare) und das Labialganglion (Ganglion labiale), die bei Krebstieren und ursprünglichen Insekten noch Einzelganglien darstellen. In einigen Ordnungen der Insekten ist das Unterschlundganglion mit dem Hinterteil des Oberschlundganglions, dem Tritocerebrum, verschmolzen.
Die Bezeichnung Unterschlundganglion wird analog auch auf andere Gliederfüßer angewandt, jedoch kann das Unterschlundganglion dort andere Segmente als bei Insekten einschließen. Im Prosoma der meisten Spinnentiere sind sämtliche Beinganglien zu einem einheitlichen Unterschlundganglion verschmolzen, das vorn über ein Paar kurzer, dicker Schlundkonnektive mit dem Oberschlundganglion verbunden ist.
Auch bei vielen Krebstieren treten die Ganglien der Mundwerkzeuge (Mandibel, 1. Maxille, 2. Maxille) zu einem einheitlichen Unterschlundganglion zusammen. Rumpfganglien können an dieses Unterschlundganglion angegliedert sein. Besonders deutlich tritt dies bei Krabben zutage, wo sowohl Ganglien der Mundwerkzeuge als auch sämtliche Rumpfganglien zu einem einheitlichen Unterschlundganglion verschmolzen sind, das vorn über ein Paar langer, schlanker Schlundkonnektive mit dem Oberschlundganglion verbunden ist.